# Louis Decortis
Louis Decortis (Lieja, 15 de setembre de 1793 - 1871) fou un violonista violoncel·lista, i compositor való i professor de violí del Conservatori de Lieja. El seu pare també era violoncel·lista, així com el germà gran, Jean-François.
Va ser deixeble successivament de Hus-Desforges, Benazet i Norblim, durant el temps que va romandre a París. Conquerí justa reputació com a professor i executant. Va ser membre de l'Orquestre du Théâtre de la seva ciutat natal des del 1788 i va obrir una botega de música a la Plaça Saint Lambert. Va deixar algunes composicions per a violoncel, entre d'altres: una ària amb variacions, Polaca, per a violoncel; Tema variat, pel mateix instrument, i algunes altres notables composicions.